# Natalia Viganò
Natalia Viganò (Borgomanero, 24 novembre 1979) è una pallavolista italiana.
Gioca nel ruolo di schiacciatrice nell'Ospitaletto.

## Carriera
Natalia Viganò inizia la sua carriera pallavolistica in serie D nel 1994 tra le file dell'Omegna, club con il quale otterrà due promozioni prima in Serie B2 poi in Serie B1.
Nella stagione 1998-99 viene ingaggiata dall'AGIL Volley di Trecate, dal 2001 con sede a Novara, in Serie A2, disputando quindi il suo primo campionato da professionista ed ottenendo nell'annata 2001-02 la promozione in Serie A1; sempre con la squadra novarese, si aggiudica la Coppa CEV 2002-03.
Nella stagione 2003-04 viene ceduta al Volley Lodi, in serie cadetta, ma il club fallisce durante lo svolgimento del campionato e ritorna nuovamente tra le file dell'Asystel; in questo periodo ottiene anche le prime sporadiche convocazioni in nazionale, conquistando una medaglia d'argento al World Grand Prix 2005. Nella stagione 2005-06 passa alla Futura Volley Busto Arsizio, in serie A2, con la quale resterà legata per quattro stagioni, ottenendo una promozione in Serie A1 nel 2007.
Dopo un periodo di inattività di due anni, dal 2009 al 2011, per maternità, torna, nella stagione 2011-12, alla pallavolo giocata, ingaggiata dall'Asystel Volley. Nella stagione 2012-13, a seguito della chiusura della squadra novarese, passa al Gruppo Sportivo Oratorio Pallavolo Femminile Villa Cortese.
Nella stagione 2013-14 viene ingaggiata dalla Pro Victoria, neopromossa in Serie A2, categoria dove milita anche nell'annata successiva, con un'altra squadra neopromossa, la Pallavolo Piacentina.
Torna nella terza divisione nazionale per il campionato 2015-16, difendendo i colori della Pallavolo Don Felice Colleoni di Trescore Balneario, per poi accasarsi, nella stagione 2016-17, al Volley Millenium Brescia, neopromossa in Serie A2.
Poco dopo l'inizio dell'annata 2017-18 si accasa all'Ospitaletto in Serie B1.

## Palmarès

### Club
- Coppa Italia di Serie A2: 1

2000-01
- Coppa CEV: 1

2002-03

### Nazionale (competizioni minori)
- Campionato europeo under 19 1996
- Trofeo Valle d'Aosta 2005
- Trofeo Valle d'Aosta 2008